# チャレンジャー号爆発事故
チャレンジャー号爆発事故（チャレンジャーごうばくはつじこ）は、1986年1月28日にアメリカ合衆国のスペースシャトル『チャレンジャー』が打ち上げから73秒後に分解し、7名の乗組員が全員死亡した事故。同オービタは北米東部標準時午前11時39分（16:39UTC、1月29日1:39JST）にアメリカ合衆国フロリダ州中部沖の大西洋上で空中分解した。この打ち上げはチャレンジャーにとって10回目であり、ミッション名はSTS-51-Lであったが、打ち上げ直後に発生したため、ほとんどの予定が遂行されずに終わった。

## 事故の概略

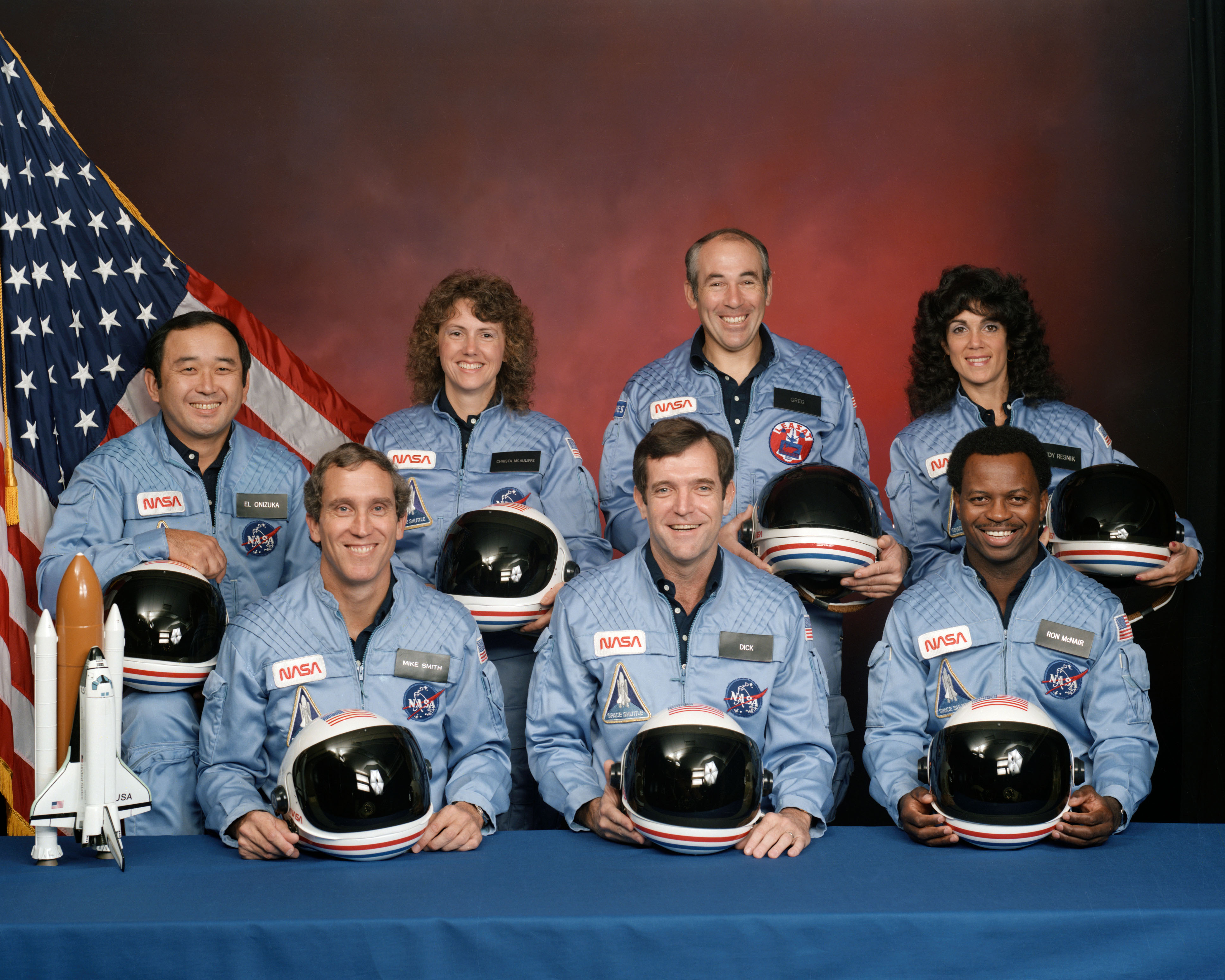
STS-51-Lの飛行士。前列左からマイケル・J・スミス、ディック・スコビー、ロナルド・マクネイア。後列左からエリソン・オニヅカ、クリスタ・マコーリフ、グレゴリー・ジャービス、ジュディス・レズニック

機体全体の分解は、右側固体燃料補助ロケット（Solid Rocket Booster、SRB）の密閉用Oリングが発進時に破損したことから始まった。Oリングの破損によってそれが密閉していたSRB接続部から漏洩が生じ、固体ロケットエンジンが発生する高温・高圧の燃焼ガスが噴き出して隣接するSRB接続部材と外部燃料タンク（External Tank、ET）に悪影響を与えた。この結果、右側SRBの尾部接続部分が分離すると共に外部燃料タンクの構造破壊が生じた。空気力学的な負荷により軌道船は一瞬の内に破壊された。
乗員区画やその他多数の機体の破片は、長期にわたる捜索・回収作業によって海底から回収された。乗員が正確にいつ死亡したのかは不明だが、何人かは最初の機体分解直後にも生存していたことが判っている。しかしながらシャトルには脱出装置が装備されておらず、乗員区画が海面に激突した際の衝撃から生き延びた飛行士はいなかった。
この事故によりシャトル計画は32か月間にわたって中断し、また事故の原因究明のため、ロナルド・レーガン大統領によって特別委員会、通称ロジャース委員会が任命された。同委員会は、事故の根本原因はNASAの組織文化や意志決定過程にあったと結論づけた。NASAの幹部はすでに1977年の段階で、契約先企業であるモートン＝サイオコール社が設計したSRBのOリングに致命的な欠陥があることを知っていたが、適切に対処できていなかった。また彼らは、当日朝の異常な低温が打ち上げに及ぼす危険に関する技術者たちからの警告を無視し、またこれらの技術的な懸念を上層部に満足に報告することもできなかった。ロジャース委員会はNASAに対し、シャトルが飛行を再開するまでに実行すべき9項目からなる改善案を提示した。
乗員の中には宇宙授業計画による最初の教師としてクリスタ・マコーリフが含まれていたため、大勢の人が生中継で打ち上げを見ていた。メディアによる事故報道は大々的なものとなり、チャレンジャーの惨事は安全工学や職場倫理の事例研究として多くの場で取り上げられている。

## 発射準備段階の状況および発射の際の遅延

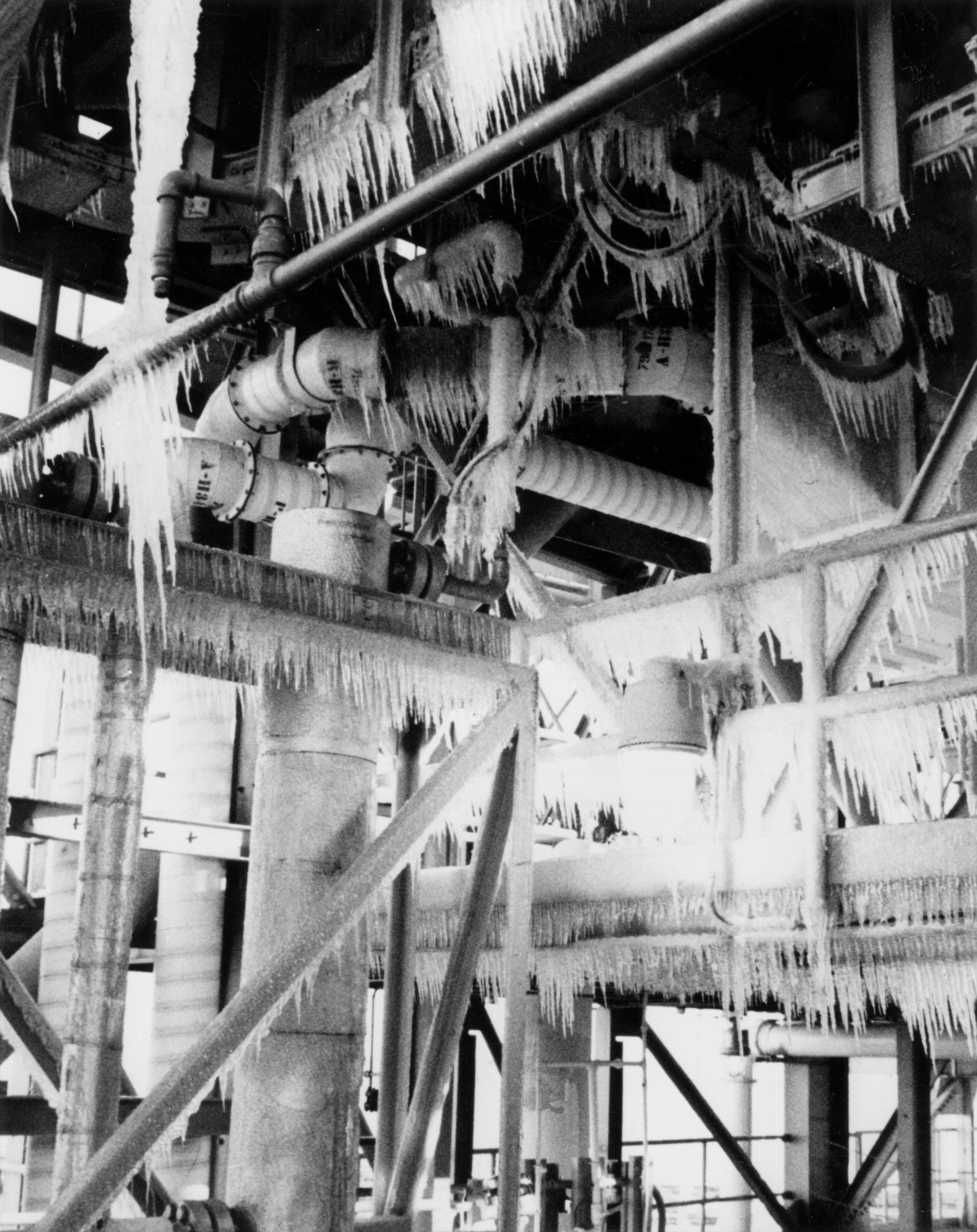
発射一時間前、整備塔にこびりついた氷

当初の予定では、チャレンジャーは1月22日午後2時42分（米東部標準時）にフロリダ州ケネディ宇宙センターから発射されるはずであった。しかしながら前のミッションであるSTS-61-Cのコロンビアの着陸が遅れたため、発射予定日は23日からさらに24日へと延期された。その後、飛行が中断された際の緊急着陸地点（TAL）であるセネガルのダカールが悪天候であったため、発射日はさらに25日へとずれ込んだ。NASAは緊急着陸地点をカサブランカの基地に変更したが、同施設には夜間着陸用の設備が整っていないため、発射時間をフロリダ時間の朝に変更した。ところがケネディ宇宙センター周辺の天候不順が予想されたため、発射時間はまたもや27日午前9時37分へと延期された。マルコルム・マッコーネル（Malcolm McConnell）の著書「チャレンジャー号の主な故障の原因（Challenger：A Major Malfunction）」によれば、通常NASAは降水確率50％ならば打ち上げを決行していたはずだが、そうしなかったのは、ブッシュ副大統領がホンジュラスに向かう途中で立ち寄って発射を視察する予定があったからだという。
その翌日、船外活動用ハッチに不具合が生じたことでまたしても発射が延期された。最初は、ハッチが完全にロックされているかを確認する表示器の一つに故障が発見された。次に、ボルトのネジ山がすり減っていたため軌道船のハッチを封鎖する取り付け具を外せなくなった。取り付け具をノコギリでようやく切り離した時には、NASAシャトル着陸施設における横風の強さが発進後打ち上げ中止手順で規定された限界値を超えていた。このため風が収まるのを待っているうちに、結局打ち上げ可能時間枠が尽きてしまい、再スケジュールを余儀なくされた。
予報によれば、1月28日の朝は異常に寒く、発射台周辺の気温は打ち上げを実施可能な下限値である−1℃近くまで下がるとされた。この異常寒波に対し、SRBの製造とメンテナンスを受け持つサイオコール社の技術者は強い懸念を抱いた。27日の夜、サイオコール社の技術者と幹部は、ケネディ宇宙センターとマーシャル宇宙飛行センターにいるNASAの幹部と遠隔会議を開き、気象条件に関する討議を行った。何人かの技術者、中でも特に、以前にも同様の懸念を表明したロジャー・ボージョレーは、SRBの接合部を密封するゴム製Oリングの弾力性が異常低温によって受ける影響について不安を表明した。各SRBには6か所の接合部があり、そのうちの3か所は製造工場で溶接され、残りの3か所はケネディ宇宙センターのスペースシャトル組立棟（Vehicle Assembly Building、VAB）で結合される（設計段階では接合部の無い一体成形のSRBも検討されたが、大きさの都合上陸路輸送が不可能になるため分割型となった）。VABで結合される部分には、Oリングが二重に施されている（事故の後、三重に強化された）。
全ての結合部は、固体燃料の燃焼で発生した高温・高圧の燃焼ガスが正常にノズルから噴出されるよう、密封してガスの漏出を防ぐ必要がある。サイオコール社の技術者は、もしリングの温度が12℃以下になった場合、気密性を正常に保つだけの柔軟性を有するかを判断するのに十分なデータを持っていないと論じた。これが重大な懸念だったのは、Oリングが「致命度1」に指定されていたからである。これはもし主および副リングが故障した場合はバックアップはなく、その故障は軌道船や乗組員を破壊しうることを意味していた。
サイオコール社の主張に対するNASAの反論は、主リングが故障しても副リングが十分に密閉性を保ってくれるというものだった。だがこれは実証されたことはなかったし、またいかなる場合においても致命度1である重要部品については規定に違反する論法だった（ロジャース委員会に先立ってNASAの幹部を審問する際にサリー・ライド飛行士が引用しているが、致命度1である部品はバックアップに頼ることは禁止されている。この場合のバックアップとは不測の事態に備えて余裕を確保するためのもので、主機を代替するためのものではない。そんなことをすればバックアップがなくなってしまう）。サイオコール社の技術者たちは、夜間の低温によりSRBの温度は危険値である4℃をまず間違いなく下回るはずだと指摘した。しかしながら、サイオコール社の幹部は彼らの主張を取り合わず、予定通り打ち上げを進めるよう勧告した。世間ではNASAは常にフェイルセーフに取り組んでいるイメージがあったのに反して、サイオコール社の幹部は、打ち上げが安全「である」と証明するのではなく状況が安全「ではない」ことを示せというNASA幹部の要求に影響されていた。後に事故調査の中で、NASA幹部は打ち上げスケジュールを維持するために安全規定をしばしば無視していた事実が明らかになった。

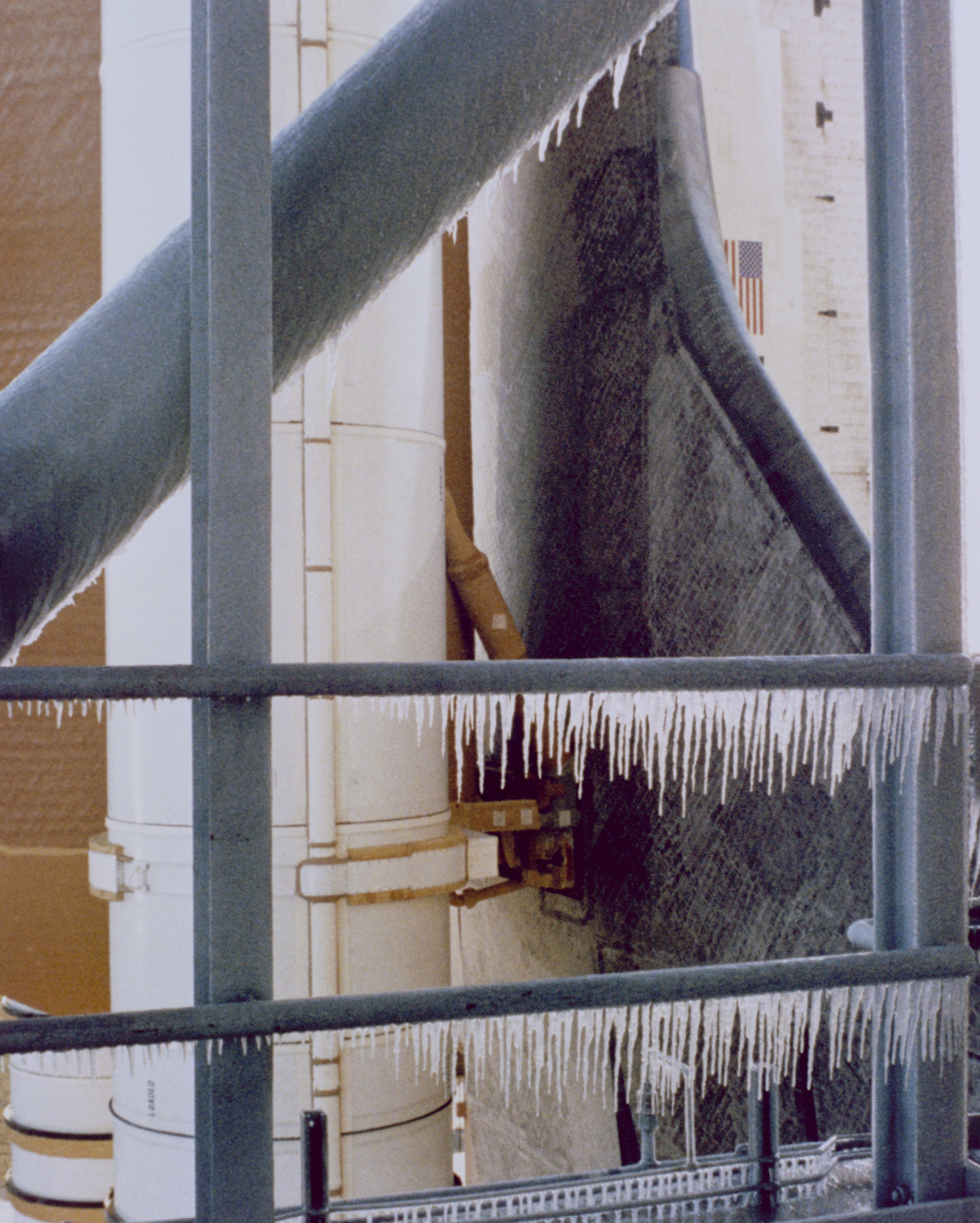
打ち上げ前、氷が貼りついた発射台の整備塔

低温により発射台の整備塔にはおびただしい量の氷が貼りつき、50cmを超える氷柱がついた。ケネディ氷対策班がたまたま意図せず赤外線カメラを右側SRBの尾部接続部に向けたところ、その部分の温度が−13℃しかないことが発見された。これは液体酸素タンクの排気弁から過冷却された空気が接続部に吹きつけられたことが原因であると考えられた。これは気温よりもはるかに低く、Oリングの設計仕様を大幅に下回っていた。しかしながら、−13℃という値は後に誤りであると判定された。これは温度検知器の製造会社による使用手引に従わなかったのが原因とされた。その後の試験と補正された計算により、接続部の温度は周囲の温度と大差なかったことが確認された。
氷対策班は徹夜で氷を除去したが、シャトルの主契約企業であるロックウェル・インターナショナルの技術者たちは引き続き懸念を表明した。カリフォルニア州ダウニーにあるロ社本部から発射台を監視していたロ社の技術者たちは氷の量を見て戦慄した。彼らは打ち上げの際にSRBの排気ガスの噴流が引き起こす吸引力によって氷が振り落とされ、シャトルの耐熱タイルを直撃するのではないかと恐れた。ロ社の宇宙輸送部門責任者であるロッコ・ペトローン（Rocco Petrone）と彼の同僚たちは、この状況を打ち上げに対する障害と見なし、ケープ基地にいた同社の幹部たちにロ社としては打ち上げを支持できないと伝えた。ところがケープ基地のロ社幹部たちはこれらの懸念をしっかりとは伝えず、結局ヒューストン基地の計画責任者アーノルド・アルドリッチ（Arnold Aldrich）は打ち上げを決行することにした。アルドリッチは氷対策班に今一度検査させるため打ち上げを一時間遅らせた。この検査では氷は溶け始めている様子だったので、午前11時38分、チャレンジャーはついに打ち上げを許可された。

## 1月28日、発射及び事故発生

### 発射および上昇初期

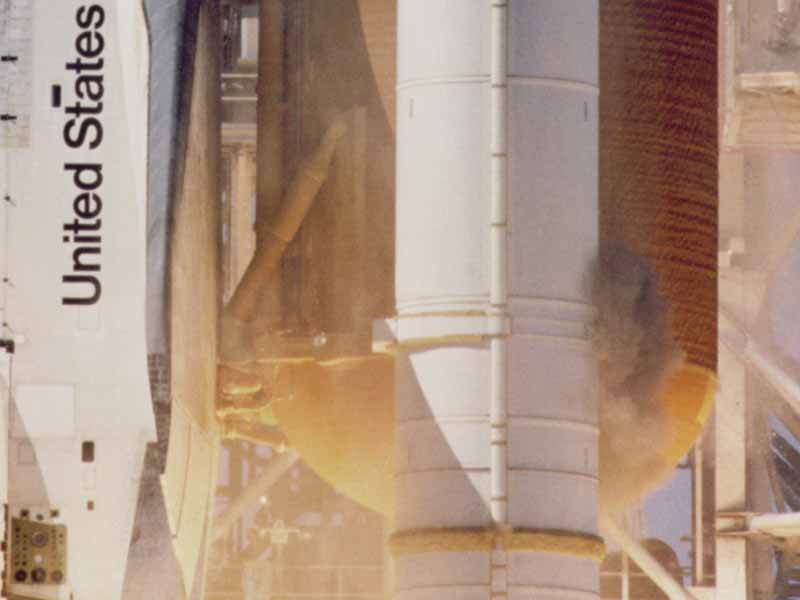
右側のSRBから漏れ出す黒煙

以下の記述は、逐次テレメトリーによって得られたデータと画像を分析、および空中－地上間と管制室で交わされた交信記録に基づいている。すべての時間は発射の瞬間からの経過秒数を表し、詳細な計測事象から発生した出来事までがテレメトリーのタイムコードに対応している。
機体が発射台から離れる前であれば、必要があればスペースシャトルのメインエンジンを安全に停止して発射を中止することができた。発射の瞬間（T=0：米国東部標準時午前11時38分）に3基のメインエンジンは設計性能値に対して100%に達しており、コンピュータの制御によって104%まで推力が増されはじめていた。この瞬間に2基のSRBが点火され、同時に発射台に繋ぎ止めていたボルトが爆薬によって切断されて、機体は発射台から自由になった。機体が最初に垂直に動きはじめると、気化水素排気アームが外部燃料タンク（ET）から引き離されたが、戻り止めラッチが機能しなかった。発射台のカメラ映像を検証すると、このアームは機体には再び接触してはおらず、今回の事故に関係する要素からは除外された。発射後に行われた発射台の検査においても機体を固定していたボルトの4つのキック・スプリングが見つけられなかったが、これも同様に原因となった可能性は否定された。

SRB連結部分の断面図。Bで指示されている丸がメインのOリング、Cで指示されている丸がバックアップのOリングである

後に発射時の画像を分析すると、T＋0.678（発射から0.678秒後）に右側SRBの、外部燃料タンクとSRB間を連結する後部接続支柱部近くからひと吹きの黒煙が吹き出ていることが確認された。煙のわずかな噴出は、最後はT＋2.733に発生していた。最後に接続支柱周辺で煙が見えたのは T＋3.375 であった。後にこれらの現象は右側SRBの後部の現場接続部が開閉したことで起きたと結論づけられた。点火の圧力によってSRBの外殻が膨張し、その結果として外殻のこの金属部分が両側から曲がって分離し、開いた隙間から高温のガス（5,000°F、2,800℃）が漏れたものである。この現象はそれ以前の発射時にも発生していたが、そのたびに第一O-リングが溝から外れることによって密閉性を確保していた。SRBは元々そのように設計されてはいなかったが、結果的にうまく機能していたことになる。そのためサイオコール社は後に設計を変更し、押し出し加工と呼ばれる加工法を採用してこの機能を取り入れることにした。
だが、押し出されたリングが漏洩箇所を塞ぐまでの間、高温のガスが漏れ続け、塞がれるまでにO-リングが損傷を受ける「ブロー・バイ」（blow-by）と呼ばれる現象が起きていた。サイオコール社の技術者達によってこの現象は調査され、O-リングが受ける総損傷量は押し出しが起きるまでの時間が直接関係しているとして、当日の寒い気象条件によってO-リングが硬くなり押し出しまでの時間が延びたと結論付けた（このチャレンジャー事故以後に使用される改良型SRBの現場接続部には、ブロー・バイを緩和するために追加の噛み合い式ほぞ穴と中子、それに3番目のO-リングが設けられるようになった）。
事故当日の朝、第一O-リングは寒さによってとても硬くなっていたため密閉が間に合わなかった。第二O-リングは金属が曲がったことで正しい位置に収まってはいなかった。これによって燃焼ガスを食い止める手段は失われ、2つのO-リングは70度の角度にわたって蒸発してしまったが、固体燃料の燃焼残留物である酸化アルミニウムが損傷した結合部の穴を塞いだので、本物の炎が結合部を襲うまではこれがO-リングの機能を代行していた。
機体が発射整備塔を離れメインエンジン（SSME）の推力が104％に達すると、ケネディ宇宙センターの発射コントロール・センター（Launch Control Center、LCC）から、テキサス州ヒューストンのジョンソン宇宙センター内のミッション・コントロール・センター（Mission Control Center、MCC）に管制が引き継がれた。空力が軌道船の構造に過負荷を与えないよう、T＋28になると通常の操作手順に従って、濃密な下層大気圏内でのシャトルの限界速度までメインエンジン（SSME）の推力が下げられ始めた。T＋35.379になるとメインエンジンの推力は少しだけ戻されて予定通りの65％になった。その5秒後に高度約5,800m（約19,000フィート）で機体の速度はマッハ1を超えた。T＋51.860 には動圧が最大となる最大動圧点（マックスQ）を超え、SSMEの推力は再び最大104％にまで上げられ始めた。

### 漏洩

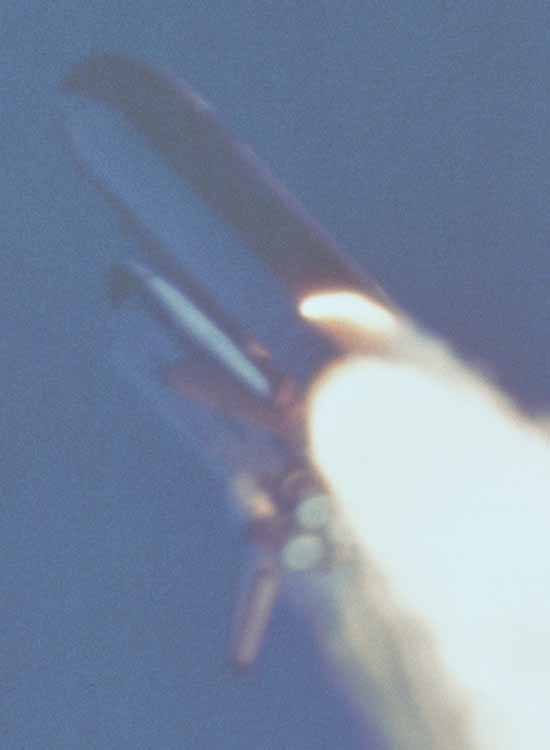
右側SRBのガスの漏出。引火している。

この機体はT＋37頃から始まりその後の27秒間に、今日までのシャトル計画中に記録された最大のウインドシア（縦、または横方向の強風=
ジェット気流によるもの）を何度かにわたって受けた。
T＋58.788、追跡カメラが右側SRBの尾部接続部から煙が漏れ出し始めたのを捉えた。チャレンジャー側もヒューストン側も知らなかったが、右側のSRBの接続部の1つで大きくなった穴から高温のガスが漏れ始めていた。損傷したO-リングに代わって酸化アルミニウムが一時的に穴を塞いでいたのを、ウインドシアの力が痛めつけて、接続部を通じて噴き出る炎に対する最後の守りが奪われてしまった。もしもウインドシアが無ければ、偶然に生じた酸化物による封印はSRBの燃焼終了まで持ち堪えたかもしれない。
1秒の内に煙ははっきりと激しくなった。右側SRBの内部圧力は壊れた接続部の穴が急速に拡大したために低下し始め、T＋60.238には接続部から出てくる炎とそれが外部タンクに悪影響を及ぼす様子が見えるようになった。
T＋64.660には煙が突然形を変えて、外部タンクの尾部側に位置する液体水素タンクからも漏洩が始まったことを窺わせた。SRBの焼損によって崩れた推力のバランスを補償するために、メインエンジンのノズルがコンピュータ制御によって向きを変えた。シャトルの外部液体水素タンク内の圧力は、漏洩の結果T＋66.764に低下し始めた。
この段階でもまだ、飛行士達や地上管制官達には状況は正常に見えていた。T＋68になると宇宙船通信担当官（Capsule Communicator、CAPCOM）のリチャード・コービー（Richard Covey）が「推力上昇を許可」すると乗員に指示して、船長のディック・スコビーがこれを確認した。彼が「（こちら）チャレンジャー、推力上昇を許可」と応えたのが、空中-地上間回線におけるチャレンジャーからの最後の交信となった。

### 機体の分解
T＋72.284、右側SRBが外部燃料タンクの尾部接続部から明らかに引きちぎられた。後のテレメトリーデータ分析によると、T＋72.525に右方向への突然の加速が生じていた。この加速の0.5秒後にはマイケル・J・スミス（Michael J. Smith）飛行士が「おや（Uh, oh.）」と口にしており、これが乗員室の会話録音機が捉えた最後の発言となった。
T＋73.124、液体水素タンクの尾部ドームが破損し、液体水素タンクを外部燃料タンクの前部にある液体酸素タンクの方向に押し上げる力が働いた。同時に、右側SRBは前部接続部を中心に回転し、タンク間構造体と衝突した。
T＋73.162、高度14,600mで機体の分解が始まった。外部燃料タンクが分解しつつあったため（中途半端に分離する形となった右側SRBが不規則な方向と強さで推力を与えたことも影響した）、チャレンジャーは局所的な気流に対する正しい姿勢から外れてしまい、設計上の限界値の5Gをはるかに超える20Gもの空力負荷を受けたことにより軌道船は瞬時に引き裂かれた。それよりも大きな空力負荷に耐えられる2機のSRBは外部燃料タンクから外れ、その後37秒間にわたって無制御の動力飛行を続けた。SRBの外殻は厚さ12.7 mmの鋼鉄でできており、軌道船や外部燃料タンクよりもはるかに頑丈だった。とりわけ右側SRBはチャレンジャーの破壊を招いた接続部の焼損による影響を依然として受けていたが、2機のSRBはシャトル全体の分解後も持ち堪えた。

### 事故後の管制官の会話

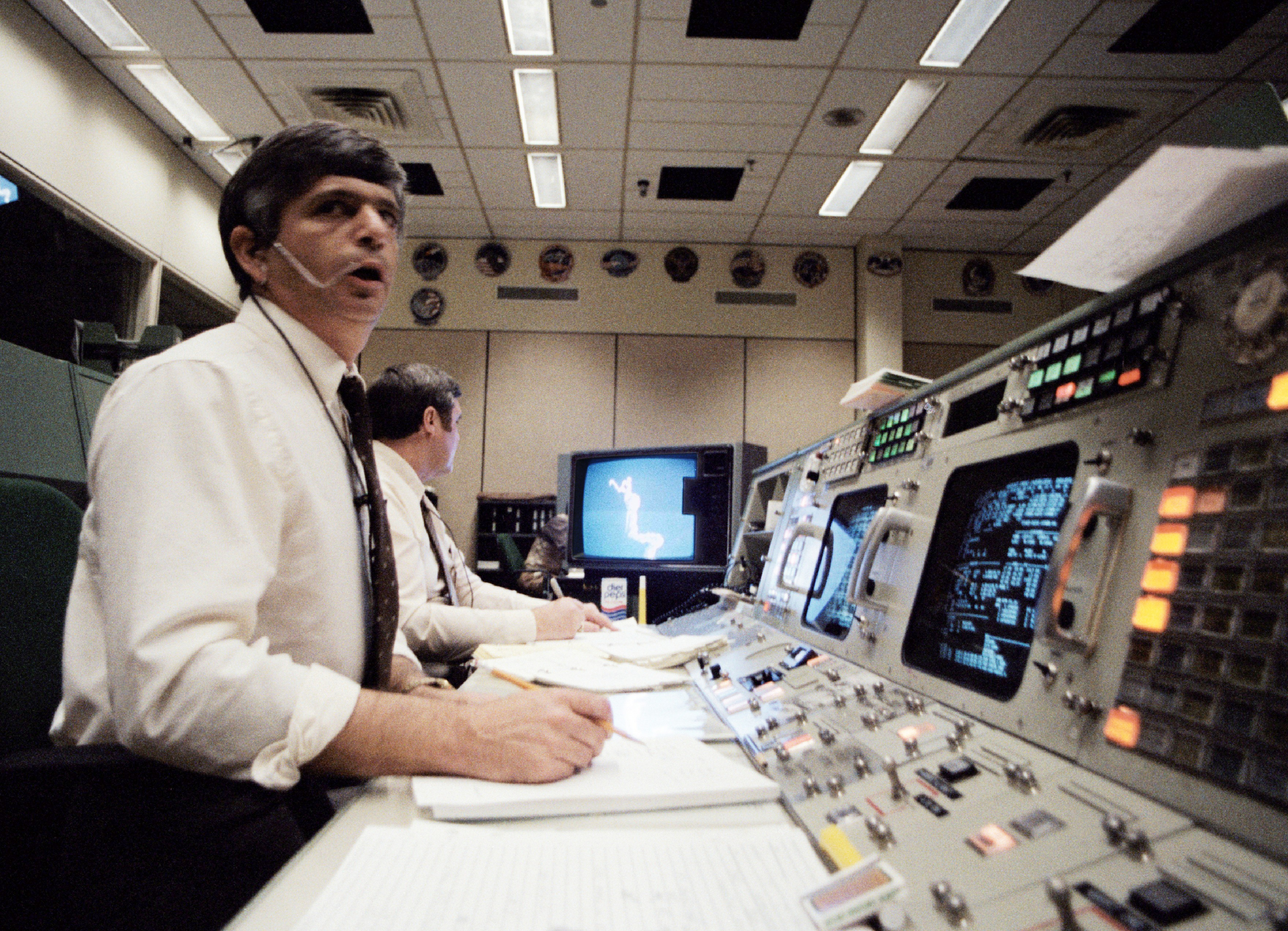
事故直後に撮影されたジェイ・グリーン（Jay Greene）管制官（実際の写真）

管制室では、チャレンジャーの空中分解に伴い空中-地上間回線から静電雑音のバーストが流れた。モニターはチャレンジャーがそれまでいた場所に煙と水蒸気（水素の燃焼により生じた）の雲が発生し、多数の破片が海に向けて落下する光景を映していた。T＋89頃、飛行主任のジェイ・グリーン（Jay Greene）は飛行力学担当官（Flight Dynamics Officer、FIDO）に報告を促した。これに対するFIDOの返答は「…（レーダーの）フィルターにはバラバラの反応源があります」というもので、これもまたチャレンジャーが多数の破片に分解したことを示していた。1分後、地上管制官は音声通話とテレメトリーの「通信途絶、（および）ダウンリンク喪失」を報告した。グリーンは部下たちに「各自のデータを詳しく見て軌道船が脱出した何らかの形跡がないか」と調べるように命じた。
T＋110.250、ケープカナベラル空軍基地の周辺保安担当官（RSO）が地上局から無線信号を送り、周辺保安システムが保有する両固体燃料補助ロケット（SRB）の指令破壊（Flight Termination System、FTS）を実行。これはRSOが制御を失ったSRBを地上や海上に対する脅威とみなしたためで、正規の非常時手順だった。未だ空中分解していなければ、SRBのFTSと同じ信号で外部燃料タンクも破壊されたはずである。
広報担当官のスティーブ・ネスビット（Steve Nesbitt）は「飛行管制官は事態を注意深く見守っています」と報告した。彼は「明らかに大きな事故です。ダウンリンクがありません」と言い、沈黙の後「飛行力学担当官より、機体が爆発したとの報告がありました」と伝えた。
グリーンは管制室に非常時手順の発動を命じた。これには管制センターのすべての扉の施錠、外部との電話連絡の遮断、およびチェックリストに従い関連するすべてのデータを記録し保全することが含まれた。

### 「爆発」ではなかった

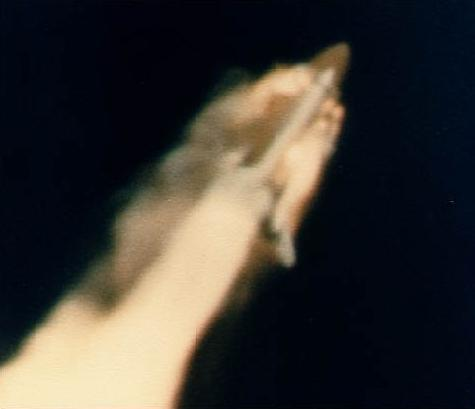
分解し始めたチャレンジャーの機体

飛行力学担当官の最初の発言とは異なり、シャトルと外部燃料タンクは「爆発」したのではなかった。実際には最大動圧点（マックスQ）をわずかに過ぎた後の極めて高い空力負荷によって急速に空中分解したのである（この場合の『過ぎた』とは、一般に大気圏外まで飛翔するロケットなどの飛行プロファイルにおいては、最大動圧点を過ぎれば動圧は下がることを示唆している）。外部燃料タンクが分解した際、内部の燃料と酸化剤が放出され、巨大な火球を生じた。しかしながら事故後にNASAが分析した結果によれば、推進剤の「燃焼は限定的」なものだった。写真や動画などで見える雲は、主に放出された液体酸素や液体水素推進剤によって生じた水蒸気とガスで、極低温で保存された状態では液体水素は通常の爆轟の意味で「爆発」するほど急速に発火できたはずはない（実際に起きたことは爆燃）。もし本当に爆発していたら、シャトル全体が一瞬で破壊され飛行士は即死していたはずである。比較的堅牢に出来ていた乗員室とSRBは機体が分解する中を持ち堪えた。SRBはその後遠隔操作で爆破されたが、分離した乗員室は弾道に沿って飛び続け、T＋75.237にガス雲を抜け出るのを観測された。高度14.6 kmで機体が分解してから25秒後、乗員室の飛翔経路は最高高度19.8 kmに達した。

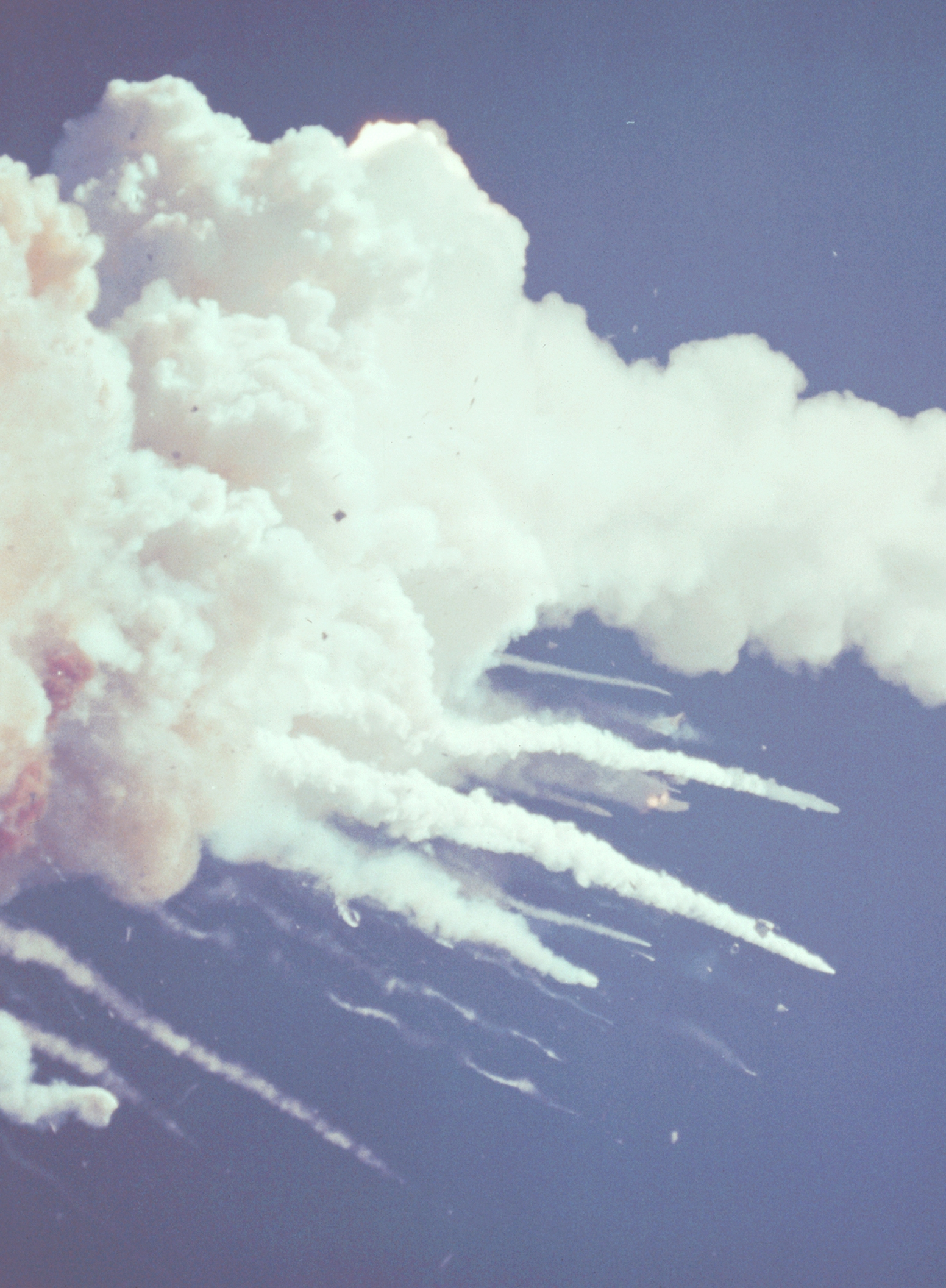
追跡カメラによって、ガス雲の中を飛ぶ無傷の乗員室が捉えられている。

### 乗員の死因と死亡時刻
シャトルは3Gまでの負荷に耐えられるように設計されており、さらに1.5G分の安全係数が組み込まれていた。特に乗員室は、強化アルミニウムを使用していることとその設計から、シャトルの中でも大変頑丈な区画となっている。機体が分解していく間、乗員室はまるごと分離し、ゆっくりと砲外弾道に転がり込んだ。NASAは分離の際にかかった負荷を12Gから20Gの間と推定した。しかしながら、2秒以内には既に4Gを下回っており、10秒以内には乗員室は自由落下していた。この段階でかかった負荷では大きな負傷の原因になったとは考えにくい。

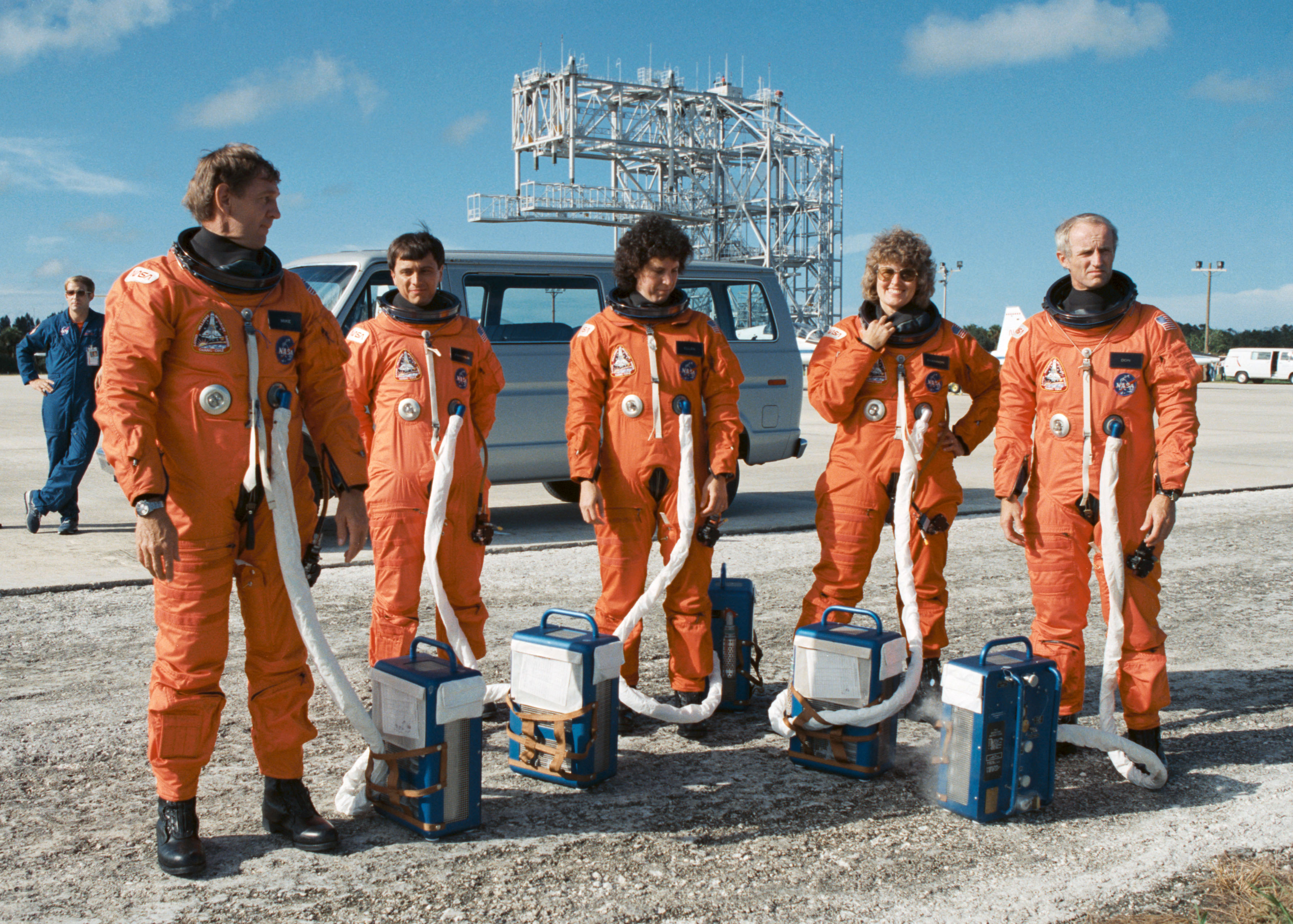
後のシャトル飛行任務（STS-34）の際にPEAPの横に立つ宇宙飛行士たち

分解直後、少なくとも一部の飛行士は生存しまだ意識があったものと考えられる。というのはフライト・デッキにある4個の個人用空気供給パック（PEAP）のうち3個が作動状態になっていたためである。調査官が空気の残量を調べたところ、機体が分解した後の飛翔経路に要した2分45秒分の予想消費量とおおむね整合していた。
残骸の分析において、調査官たちはマイケル・スミス飛行士の右手側パネルにある電力系統のスイッチのうちのいくつかが、通常の打ち上げ用位置から動かされていることを発見した。これらのスイッチはレバー・ロックで防護されており、別の位置に動かすためにはいったんバネの力に逆らって外向けに引っ張らなければならないようになっていた。後の試験では爆発や海面との衝突で生じた力ではスイッチは動かないことが確認されたことから、スイッチを動かしたのはスミス飛行士であり、乗員室が軌道船の他の部分から分離した後で何とか操縦室の電力を取り戻そうと試みたのだろうと推定される。
飛行士たちが機体の分解後も長時間意識があったのかは不明で、主に乗員室の与圧が維持されていたかどうかに依存する。もし維持されていなければ、あの高度では意識を保っていられるのは数秒間しかない。個人用空気供給パックは与圧されていない空気を供給するだけだったので、乗員の意識を保つ役には立たなかっただろう。乗員室が海面に衝突した時の速度は約333 km/h、制動力は200Gを大きく上回ったと推定され、乗員区画の構造的強度限界や乗員の生存可能レベルをはるかに超えていた。
1986年7月28日、宇宙飛行士出身でありNASAの宇宙飛行準管理官を務めるリチャード・H・トゥルーリー海軍少将は、ヒューストンにあるジョンソン宇宙センターの医科学専門家ジョセフ・P・カーウィンによるチャレンジャー号事故における乗員の死因に関する調査報告書を発表した。カーウィン博士はスカイラブ2号に搭乗したことのあるベテランで、事故から間もなく調査を委任された。彼の報告によれば、
死因は特定できない。乗員区画が海面に激突した際の衝撃が非常に激しかったため、シャトルが分解した直後の数秒間に生じた被害の証拠は覆い隠されてしまった。我々の最終的な結論は以下の通り：
- チャレンジャーの乗員の死因は特定できない。
- 機体が分解した際に乗員が受けた衝撃では、恐らく死亡や重傷には至らなかった。
- 確実ではないが、飛行士たちは、機体が分解してから数秒以内に乗員区画の減圧により意識を失った可能性がある。

これに対してNASAの主任調査官であるロバート・オーバーマイヤーなど一部の専門家は、全員とは言わずともほとんどの乗員は海面に激突するまでの落下中ずっと生存し意識があっただろうと信じている。

### 脱出装置の不備
シャトルが動力飛行を行っている間は、乗員の脱出は不可能だった。シャトルの開発中に乗員の脱出装置について何度か検討されたが、NASAの結論は、シャトルには高い信頼性が期待できるので脱出装置は必要ないというものであった。試験飛行とみなされていた最初の4回の飛行では、SR-71に使用されていたものを改良した射出座席と完全与圧服が使用されたが、それ以降の「実用飛行」では取り除かれた（コロンビアの空中分解事故の後、同事故の調査委員会〈CAIB〉は、安全が確立された商用航空機に比べ限られた飛行回数しか持たないスペース・シャトルは本質的に『実験機』であり、決して実用機と見なすべきではなかったと宣告した）。さらに人数が増えた乗員用に脱出装置を取りつけることは「有益性に乏しく、技術的に複雑であり、費用や重量の超過またはスケジュールの遅延をもたらす」として望ましくないとされた。
チャレンジャーの喪失後、NASAは再度脱出装置についての検討を始め、射出座席・緊急脱出用ロケット・軌道船底部からの脱出などいくつかの案が提出された。しかしながらNASAが改めて出した結論は、脱出装置を装備するには設計の全面的な変更が必要で、乗員数をも制約することから実用的でないというものであった。オービタが滑空飛行している際に機体から脱出するための脱出装置は設計された。しかしながらこれはチャレンジャーのような状況では役に立たなかっただろう。

## 余波

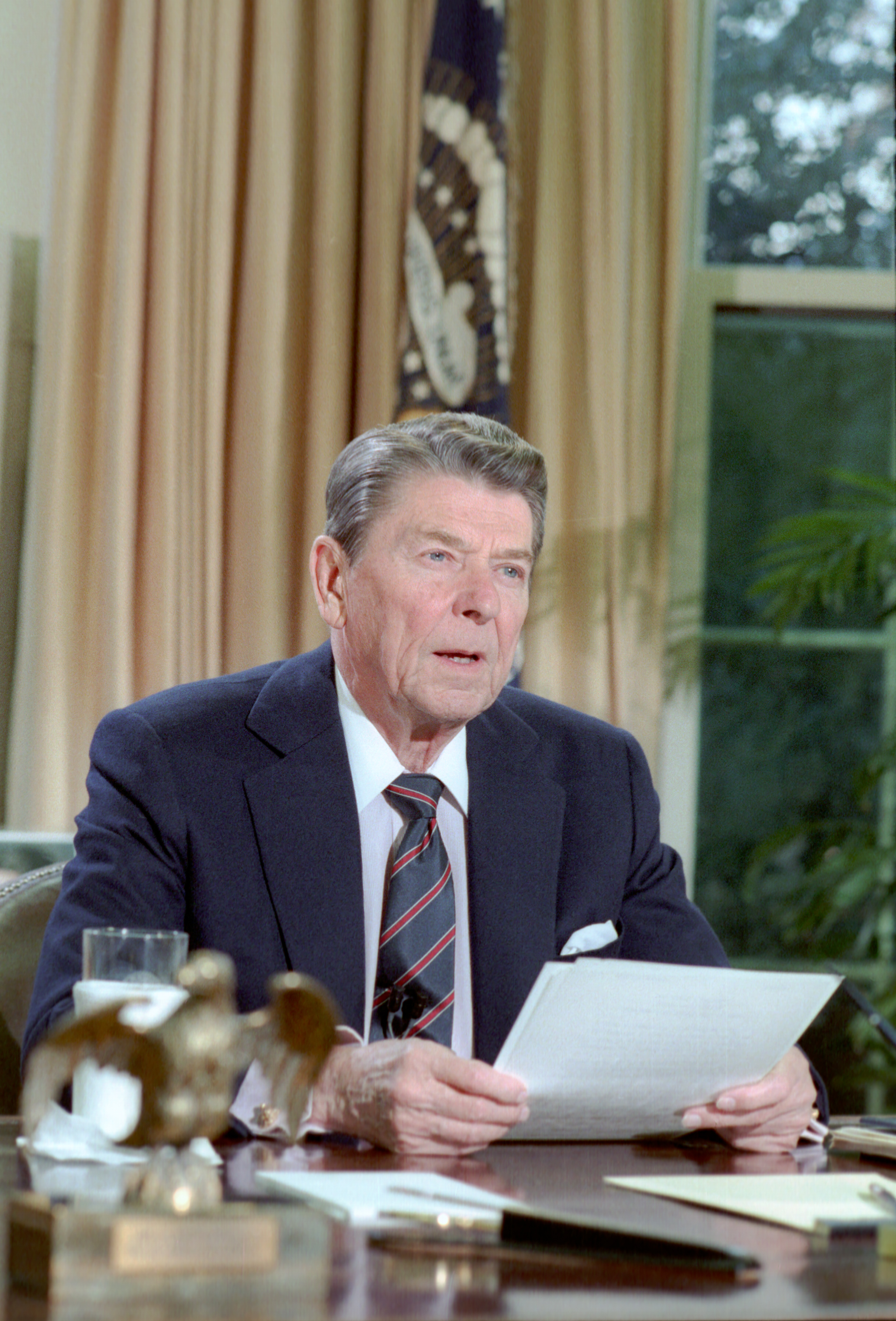
事故の後、大統領執務室で国家的弔辞を読み上げるレーガン大統領

### 弔辞
事故の夜、レーガン大統領には例年の一般教書演説を行う予定が入っていた。当初彼は予定どおり演説をすると発表したが、すぐに変更して教書を1週間延期し、代わりにホワイトハウスの大統領執務室からチャレンジャーの事故に対する国家としての弔辞を読み上げることにした。執筆を担当したのはペギー・ヌーナン（Peggy Noonan）で、末尾は以下に述べるアメリカ系のカナダ空軍パイロットで詩人のジョン・ジレスピー・マギー・Jr.（John Gillespie Magee, Jr.）の「ハイ・フライト（High Flight, 空高く）」という詩の一節を引用して締めくくっていた。
| 「 | 私たちは、彼らのことを決して忘れない。最後に彼らを見た今日の朝、旅立ちの準備をし、手を振ってさようならを言い、そしてぶっきらぼうな地球の表面からすべり落ち、神様の顔に手を触れたことを。 | 」 |

1986年1月31日、テキサス州ヒューストンで行われた追悼式に出席するレーガン大統領と妻のナンシー・レーガン（左）

その3日後、レーガンは妻のナンシーとともにジョンソン宇宙センターで行われた追悼式に出席し、以下のように述べた。
| 「 | 我々は星へと向かう際、時として力及ばず道半ばで果てることがある。しかし我々はその痛みを乗り越え、さらに先へと進まなければならない。 | 」 |

追悼式には搭乗員の家族のほか、NASAの従業員6,000人と一般弔問客4,000人が参加した。式典では、空軍音楽隊の伴奏でゴッド・ブレス・アメリカを斉唱する直上を、NASAのT-38が伝統的なミッシングマンフォーメーションで飛び過ぎた。この模様はテレビ放送網を通じて全国に中継された。
飛行士の遺族は、搭乗員たちを恒久的に記念するため「チャレンジャー宇宙科学教育センター」（en）を発足させた。以後これまでに52の教育施設がこのNPOによって設立されている。
アラバマ州ハンツビルはNASAと強い関係を持つ市として知られているが、同市で設立された最新の公立中学校は「チャレンジャー中学校」と名づけられた。
シャトルのすべての機体を製造したカリフォルニア州パームデール市とその近隣のランカスター市は、どちらも市内を通る東十番大通りのM通りからエドワーズ空軍基地までの区間を、失われたシャトルと飛行士を記念して「チャレンジャー通り」と改名した。チャレンジャー、エンタープライズ、コロンビアが空軍42番工場で製造された際、パームデール空港には完成したシャトルをシャトル輸送機に積むための専用クレーンがまだなかったので、この道路を使ってエドワーズ空軍基地に送っていた。
これに加えて、ランカスター市は「チャレンジャー中学校」を建設し、またかつてレイヨウ谷広場（the Antelope Valley Fairgrounds）があった場所に「チャレンジャー記念ホール」を建設した。これらは全てチャレンジャーとその飛行士を記念してのものである。

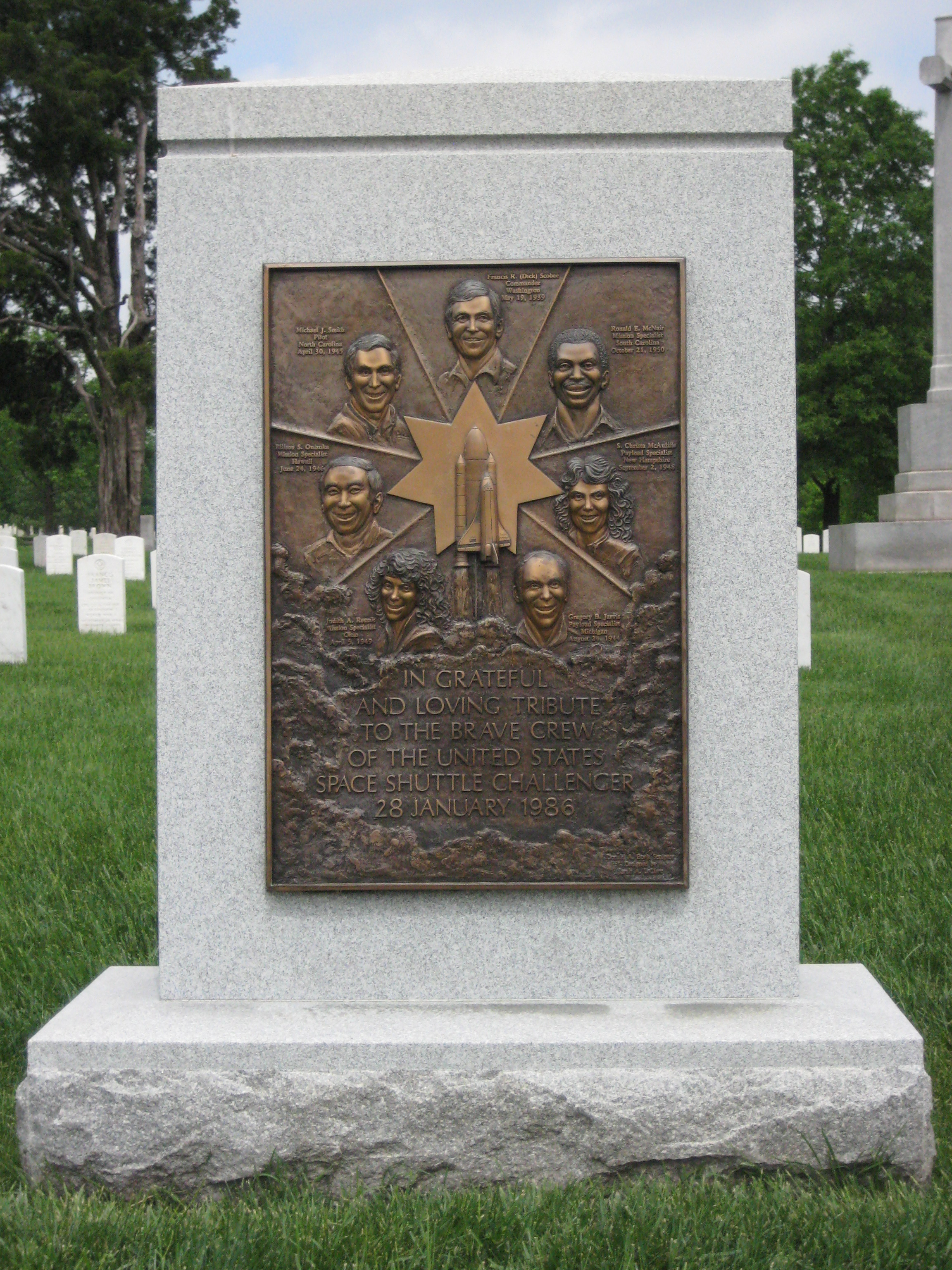
アーリントン国立墓地に建つチャレンジャー記念碑。一部の遺体はこの墓地に埋葬されている。

1986年に公開された映画「スタートレックIV 故郷への長い道」は、チャレンジャーの思い出に捧げられた。「スター・トレックの配役およびスタッフは、この映画を宇宙船チャレンジャー号の男女に捧げる。彼らの勇気ある魂は23世紀とその先の世界にも生き続けるであろう…」
フロリダ州ブレバード郡ココアでは（ケープ・カナベラルとケネディ宇宙センターが位置する）、命を落とした7名の飛行士を記念して「チャレンジャー7中学校」を設立した。
この事故をきっかけとして、1986年夏に宇宙飛行士記念財団（AMF）が設立され、1991年5月にアメリカの宇宙開発に関連して命を落とした人物を追悼する記念碑「スペース・ミラー・メモリアル」がケネディ宇宙センター内に建立された。この事故の犠牲者の名前も刻まれている。
1988年には国際天文学連合により7人の名前が月の裏に位置するクレーターに付けられた。
2004年、ブッシュ大統領はチャレンジャーとコロンビアの事故で死亡した14名の飛行士に対し宇宙名誉勲章を追贈した。

### 残骸の回収
回収作業は事故発生から初めの数分内にNASAの打ち上げ回収責任者によって始められ、NASAがSRB回収に用いる船を墜落海面に派遣することが命じられた。救難機も発進した。しかしながらこの段階ではまだ破片が落下し続けていたので、周辺保安担当官（RSO）は現場が安全になるまで回収船や救難機を域外に待機させた。RSOが救援部隊に作業開始を許可するまでに事故発生からおよそ1時間が経過した。
チャレンジャーの事故から最初の一週間の捜索救助活動は、NASAに代わって国防総省が沿岸警備隊の支援を受けつつ実行し、もっぱら海面を捜索した。沿岸警備隊によれば「この捜索活動はこれまで彼らが関わってきた中で、最も大規模な海面捜索だった」という。この段階の作業は2月7日まで続いた。それ以降の回収作業は「捜索、回収および再建」班が引き継いだ。彼らの目的は事故原因の解明に繋がるような残骸を海底から引き上げることだった。NASAからは宇宙飛行士に選ばれていた元Navy SEALsのウィリアム・シェパードが派遣された。ソナー、潜水士、遠隔操作の可潜艇、および有人可潜艇などが捜索に投入され、捜索範囲は480平方海里（1,600km²）、深度は370mに及んだ。3月7日、海軍救助艇プリザーバーは乗員区画と思われる物体を海底で発見した。これは翌日には搭乗員7名すべての遺体の発見と共に確認され、3月9日にNASAはマスコミに発見を公表した。

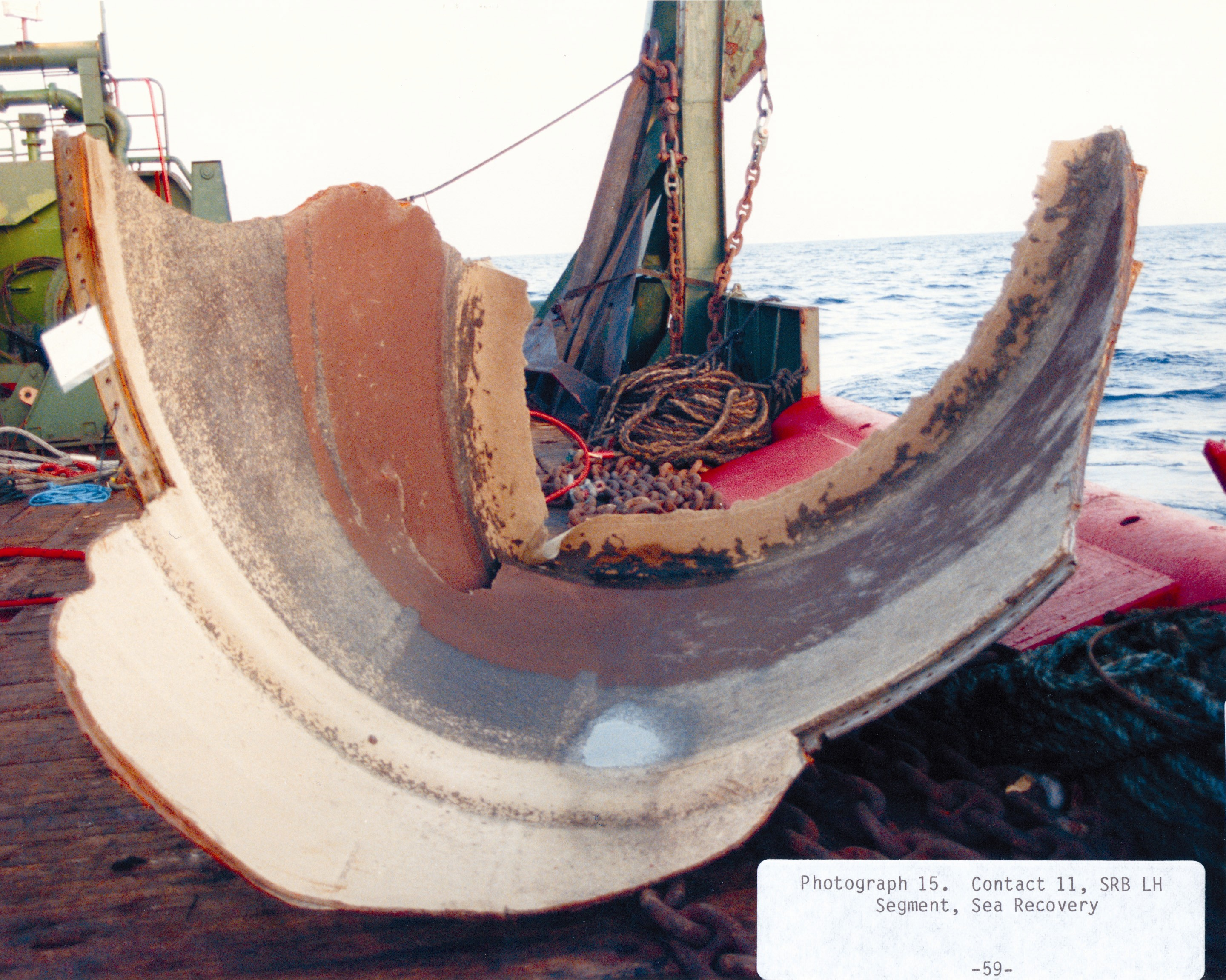
捜索回収班によって引き上げられた左側SRBの一部

5月1日までには事故原因を究明するのに十分な量の右側SRBの残骸が回収され、主な引き上げ作業は終了した。一部の深度の浅い海域での捜索作業は続行されたが、事故調査とは無関係だった。これは回収した破片をNASAが調査して宇宙船やロケットに使用する材料の特性を研究するのが目的だった。回収作業では15トンの残骸を引き上げることに成功したが、軌道船の55％、乗員区画の5％、衛星貨物の65％は依然として行方不明である。残骸の一部は現在でもフロリダの海岸に打ち上げられることがあり、事故から11年近く経った1996年12月17日には、ココアビーチでシャトルの大きな破片が2つ発見された。合衆国法典第18編641条によりチャレンジャーの残骸を私物化することは禁じられており、新たに発見された破片は直ちにNASAに提出されなければならない。すべての残骸は、現在はケープ・カナベラル空軍基地第31発射施設にある封印されたかつての地下ミサイルサイロで保存されている。
チャレンジャーにはコロラド州モニュメントのボーイスカウト第514分隊が奉納した「チャレンジャー旗」と呼ばれる星条旗が積まれていたが、これはプラスチック容器に封印されたままの状態で無傷で回収された。この旗は現在も第514分隊が所有している。

### 葬儀

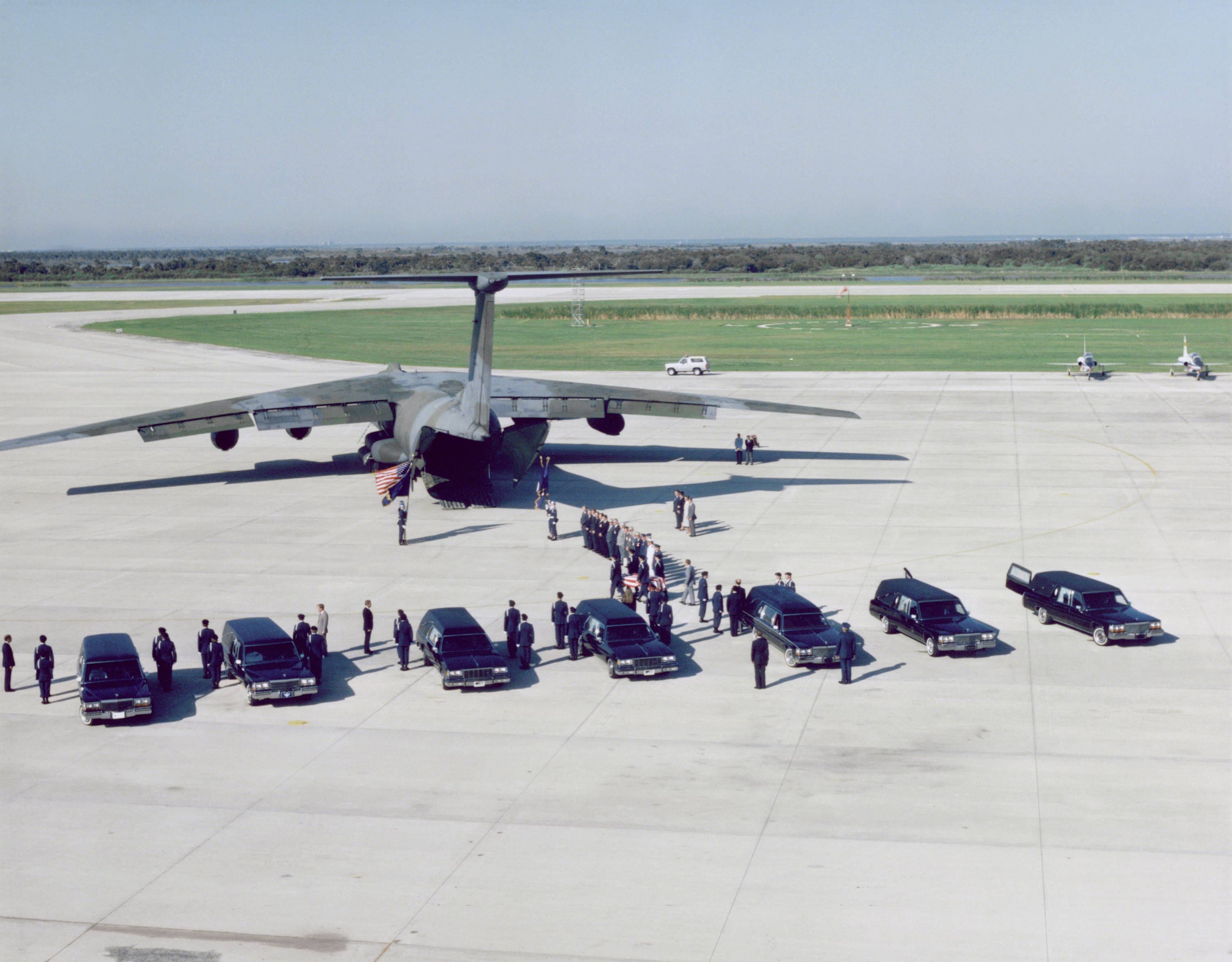
ケネディ宇宙センターのシャトル専用滑走路でC-141輸送機に搭載され、ドーバー空軍基地に搬送される飛行士の遺体

飛行士の遺体のうち識別可能なものは、1986年4月29日に家族の元へと送られた。ディック・スコビー機長と、死後大尉に特進したマイケル・スミス飛行士の遺体は、家族によってアーリントン国立墓地の個人墓地に埋葬された。ミッション・スペシャリストであり中佐から死後特進したエリソン・オニヅカ空軍大佐の遺体はハワイ州ホノルルの太平洋国立記念墓地に埋葬された。遺体のうち識別不能なものは、1986年5月20日にアーリントンのチャレンジャー号記念碑に共同埋葬された。ちなみにクリスタ・マコーリフの遺体は、1978年以来居住していたニューハンプシャー州コンコードのブロッサム・ヒル墓地に葬られている。

## 調査
事故の余波の中で、NASAはメディアに対する公開性の欠如を批判された。ニューヨーク・タイムズは事故の翌日「打ち上げ責任者のジェイ・グリーンをはじめ、管制室にいた誰一人に対しても、宇宙機関はマスコミの取材を認めなかった」と報じた。信頼できる情報源がなかったため、マスコミには様々な憶測が流れた。ニューヨーク・タイムズやUPI通信社は共に外部燃料タンクに生じた問題が事故を招いたと示唆したが、実際にはNASAの内部調査は早い段階から固体燃料補助ロケットに注目していた。宇宙評論家のウィリアム・ハーウッド（William Harwood）は「宇宙機関は調査の詳細について厳格な秘密保持に拘っているが、これは長らくその公開性を誇ってきた機関にしては似つかわしくないことだ」と記した。

### ロジャース委員会

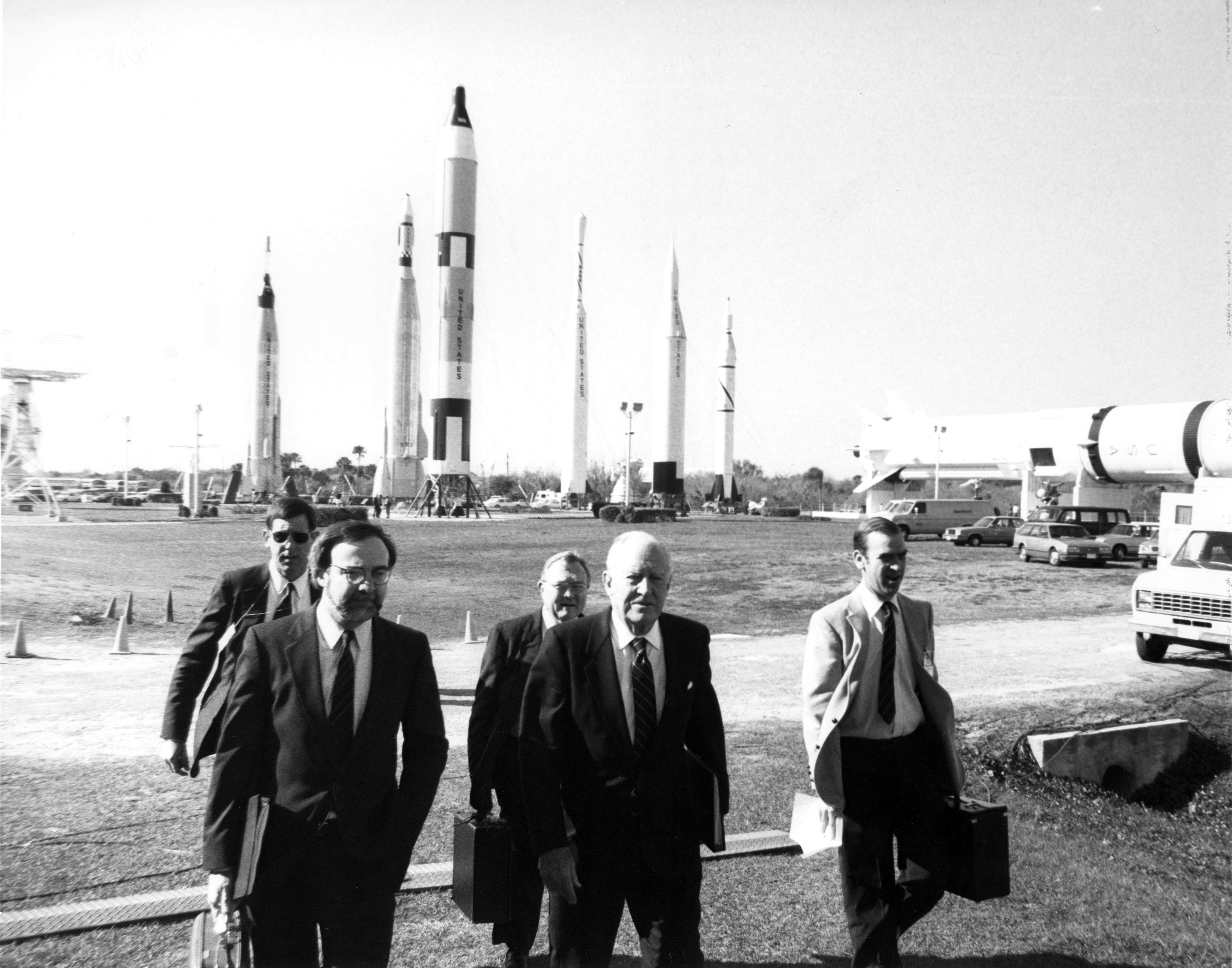
ケネディ宇宙センターに到着したロジャース委員会の委員たち

この惨事を調査するべく「スペースシャトルチャレンジャー事故調査大統領委員会」、通称ロジャース委員会（名称は委員長の名に因む）が組織された。メンバーは委員長ウィリアム・P・ロジャーズ、副委員長ニール・アームストロング、他にデヴィッド・エイクソン、ユージン・コヴァート、リチャード・ファインマン、ロバート・ホッツ、ドナルド・クティナ、サリー・ライド、ロバート・ランメル、ジョセフ・サッター、アーサー・ウォーカー、アルバート・ホウィーロン、そしてチャック・イェーガーである。委員会は数か月間にわたり活動し、所見を報告書として発表した。それによれば、チャレンジャーの事故原因は右側固体燃料補助ロケット接合部を密閉するOリングの不具合であり、同所から漏出した高温ガスと最終的には炎がOリングおよび隣接する外部燃料タンクに対して「ブロー・バイ（blow-by）」を起こし、構造的な破壊を生じたと結論づけた。Oリングの不具合は設計不良によるもので、事故当日の朝のような低温などによって容易に機能不全に陥り得た。
さらに広範に、報告書は事故に繋がった根本原因についても検討した。最も突出した要因は、NASAとサイオコール社が共に、接合部の設計不良が及ぼす危険に対して適切に対処しなかったことだった。彼らは接続部の設計を見直すどころか、その程度の危険は許容範囲内であると規定したのである。報告書によれば、マーシャル宇宙飛行センターの幹部たちはすでに1977年の段階で欠陥について知っていたが、問題をサイオコール社との間だけに留めて決して外には出さなかった。これはNASAの規定に対する明白な違反だったのみならず、この欠陥が如何に深刻なものかが明らかになった後でさえ、欠陥を修正するまでシャトルの飛行を差し止めようと考える者はマーシャルには誰一人として存在しなかった。それどころか、マーシャルの幹部は過去6度にもわたってOリングに関連する打ち上げトラブルを起こし、その都度問題を握り潰していた。また報告書は、チャレンジャーの打ち上げを決行するに至った意志決定過程にも深刻な瑕疵（かし）があったとして強く批判した。
| 「 | …意思疎通の失敗…が51-Lの打ち上げを決行するという判断に繋がったが、それは以下の要素から生じた。不完全かつ時に誤解を招く情報、技術的データと運用判断の間の衝突、そして飛行の安全性に関わる内部的な問題がシャトル運用の責任者たちを素通りしてしまうことを許すNASAの管理構造。 | 」 |

委員会のメンバーの中で最も著名な人物の一人に、理論物理学者のリチャード・ファインマンがいた。彼はテレビ放送された聴聞会の席上、氷のように冷たい温度下でOリングが如何に弾力性を失い密閉性を損なわれるかということを、コップの氷水に試料を浸すことで見事に実証してみせた。彼はNASAの「安全文化」の欠点に対して極めて批判的であったが、その独自の報告書はマイルドな形に添削された上に、付録Fという形で格下げはされたものの、報告書内部には含まれる予定であった。最終の委員会の会議の後に、ロジャースがNASA寄りの提案を追記したいと申し出た時に、追記の提案の削除と付録Fの掲載を共に要求し、それができないのであれば自分の署名を報告書から削除されたしとして抵抗したが、最終的には妥協案を飲むことで「付録F」として巻末に収録されることとなった。ファインマンはその中で、NASAの首脳部から提出された安全性評価は甚だしく非現実的であり、現場の技術者による評価とは時に1000倍もかけ離れていると論じた。付録Fの末尾をファインマンは次の文で結んでいる。「技術が成功するためには、体面よりも現実が優先されなければならない、何故なら自然は騙しおおせないからだ」。

### 下院委員会による聴取
アメリカ合衆国下院科学技術委員会もまた聴取を重ね、チャレンジャーの事故に関する独自の報告書を1986年10月29日 に公表した。同委員会は調査の一環としてロジャース委員会の報告内容を検証し、事故の技術的な原因についてはロジャース委員会に同意した。しかしながら、事故の根本原因を評価する段においては異なる見解を示した。
| 「 | …当委員会は、チャレンジャー号の事故を発生せしめるに至った根本的な原因は、ロジャース委員会が結論づけたような意思疎通や各種手続きの問題ではないと感じる。むしろ本質的な問題は、NASA首脳部とその契約企業の職員における何年間にも亘っての技術に関する判断力の不足である。深刻さを増すばかりだった固体燃料補助ロケットの接合部の異常に対し、彼らは解決に向けて何ら決然とした行動を取れなかった。 | 」 |

## NASAの対応
チャレンジャー事故の後、ロジャース委員会の結論が出るまでシャトルの飛行は中止された。1967年に起きたアポロ1号火災事故の際はNASAの内部調査で済まされたが、今回は外部の目ははるかに厳しかった。ロジャース委員会はNASAに対しシャトル計画の安全性に関する9つの改善項目を提案し、NASAはレーガン大統領からこれらの提案をどのように実行するか30日以内に計画を取りまとめて報告するよう求められた。
ロジャース委員会からの改善案を受けて、NASAは固体燃料補助ロケットの全面的な再設計に着手した。これはロジャース委員会が付加した条件の通り、独立した監視機関による監督下で進められた。NASAがSRBの開発担当企業であるサイオコール社と取り交わした契約書には「人命の損失または計画の失敗」に至るような失敗が生じた場合、サイオコール社が契約代金から1億ドルの違約金を支払うと共に失敗の法的責任を負うという条項が含まれていた。チャレンジャー事故の後、サイオコール社は法的責任の強制を免れる代わりに金銭的な賠償を「進んで受け入れる」ことに同意した。
NASAはまた「安全性、信頼性および品質保証室」を新たに設置した。これはロジャース委員会の指定により、NASA副長官が室長を務めNASA長官に直接報告するようになっていた。その室長として元マーティン・マリエッタ社所属のジョージ・マーティン（George Martin）が任命された。チャレンジャーの前飛行責任者ジェイ・グリーンは、理事会の中で安全対策部の部長となった。
ロジャース委員会は、NASAが固執してきた非現実的なまでに楽観的な発射スケジュールも事故の根本原因の一つだった可能性があるとして批判した。事故後、NASAはシャトルの稼働計画をもっと現実的なものにするよう試みた。失われたチャレンジャーに代わる軌道船としてエンデバーを新造し、また国防総省と協力して人工衛星の打ち上げにはシャトルではなく使い捨て型ロケットの適用機会を増やした。1986年8月、レーガン大統領はまた今後シャトルでは商用衛星は運搬しないと表明した。32か月間の中断の後、STS-26の打ち上げによりシャトル任務が再開したのは1988年9月29日のことだった。
チャレンジャーの事故の後、NASAでは幾つか顕著な改革がなされたが、多くの評論家はNASAの管理構造と組織文化における変化は深いものでも長続きするものでもないと評した。2003年にコロンビア号空中分解事故が発生した際、NASAによる安全上の問題への管理姿勢が改めて疑惑の的になった。コロンビア事故調査委員会（en:Columbia Accident Investigation Board, CAIB）はNASAはチャレンジャーの教訓からほとんど何も学ばなかったと断定した。なかんづく、NASAは安全管理のための真に独立した部門を設立していなかった。この点に関し、CAIBは「ロジャース委員会へのNASAの対応は同委員会の意向に適うものでは無かった」と感じた。CAIBの信ずるところ「チャレンジャー号事故の責を負うべき制度的な失敗の根本原因は正されておらず」、チャレンジャーの事故を引き起こしたのと同じ「意志決定過程の欠陥」が、17年後にコロンビアの破壊をもたらしたのだという。

### メディアの報道
チャレンジャーはニュー・ハンプシャー州の高校教師クリスタ・マコーリフが搭乗していたことで一部のメディアからは注目されていたが、打ち上げを生中継する局はほとんどなかった。テレビ向けに全米生中継していたのはCNNのみで、他には幾つかのラジオ局が生中継を流していた。NASAはマコーリフによる宇宙授業を計画していたので、NASA TVを通じて多くの公立学校に映像を中継していた。その結果、1986年当時にアメリカで学校生徒だった多くの者が、実際に打ち上げを生で見る機会を得た。しかしながら事故後に行われたある研究では、シャトルの打ち上げを見ていたと答えたのは回答者の17％で、85％は事故のことは発生から一時間以内に知ったと答えた。その論文の著者たちが述べたように「（ニュースが）これよりも速く伝播した例を示した研究は、他に2例しかない」（一つはテキサス州ダラスでケネディ大統領が暗殺されたときのもので、もう一つはフランクリン・ルーズベルト大統領の死去の知らせがケント州立大学の学生たちの間で広まったときのもの）。また別の研究では「惨事の瞬間にテレビを見ていなかった者も、その日は以後どこの放送局もほとんど終日このニュースを流し続けたので、ほぼ確実に事故の映像を見たはずだ」という。大人よりも子供の方が、打ち上げを学校で見ていた（ニューヨーク・タイムズ紙のアンケートによれば、9歳から13歳までの子供のうちの48％）ことから、事故を生で見ていた可能性が高かった。
事故後もしばらくの間はマスコミの関心は高かった。打ち上げ当日に各メディアから派遣されたレポーターの数は535人に過ぎなかったが、3日後にケネディ宇宙センターにいたレポーターは1,467人、さらにこれとは別にジョンソン宇宙センターにも1,040人がいた。事故は世界中の新聞で見出しになった。

### 事例研究としての使用
チャレンジャー事故は安全工学、内部告発の倫理、コミュニケーション、集団的意志決定、集団思考の危険性などの研究においてしばしば事例研究として取り上げられる。カナダなどの国々では、この事故を扱った書籍が技術者の資格を得る際の必読書の一部になっている。低温がOリングに与える影響について警告した技術者であるロジャー・ボージョレーは、サイオコール社を退職し職場倫理について訴える言論人となった。彼は、最終的に打ち上げを勧告することになった同社幹部が招集した幹部会が「顧客からの激しい突き上げによって非倫理的な意志決定会議を構成した」と論じている。彼の誠実さとシャトル事故に至るまでおよび事故後を通じた高潔さを表彰して、アメリカ科学振興協会はボージョレーに科学の自由と責任賞を授与した。多くの単科大学と総合大学もまた、技術者倫理の講義においてこの事故を取り上げている。
情報デザイナーであるエドワード・タフテは、チャレンジャー事故を情報伝達時に明確さが欠けた場合に生じる問題の例として用いている。彼は、もしサイオコールの技術者たちが、低温とSRB接合部の焼損との間の関係をもっと明確に説明できていたら、NASA（アメリカ航空宇宙局）の幹部に打ち上げを中止するよう説得できていたかもしれないと論じる。タフテはまた、コロンビア事故の際にも拙劣な情報伝達がNASAの決定に影響したかも知れないと論じた。

### シャトル計画の続行
事故の後、NASAの全スペース・シャトルはほぼ3年間にわたって地上での待機を余儀なくされ、この間に調査・事情聴取・SRBの再設計、またその他にも裏方の技術面や管理面の見直し、変更、および準備が行われた。1988年9月29日午前11時37分、スペース・シャトルディスカバリーが5人の飛行士を乗せてケネディ宇宙センター39B発射台から打ち上げられた。これはチャレンジャーで打ち上げられて失われた追跡およびデータ中継衛星B（Tracking and Data Relay Satellite-B, TDRS-B）を代替するTDRS-Cを積んでいた（軌道投入後、TDRS-3と改名された）。この「飛行への帰還」（Return to Flight）としてのディスカバリーの打ち上げは、再設計されたSRBの試験であり、安全に対するより保守的なスタンスへの移行であり（例えば乗員は与圧服を着用していたが、これは最初から4回目の試験飛行だったSTS-4以来のことだった）、そしてアメリカの宇宙計画、特に有人宇宙飛行に対する国家的な誇りを取り戻す機会でもあった。飛行計画STS-26はわずかに二つの小さな故障（一つは乗員室の冷却システムのもので、もう一つはKu-帯アンテナのもの）に見舞われただけで成功し、以後は通常のSTSスケジュールが継続して、2003年にコロンビアの惨事が発生するまで大きな中断もなく進行した。
マコーリフの予備飛行士であり、宇宙授業計画で一緒に訓練を受け、1986年1月28日にはケネディ宇宙センターでマコーリフの打ち上げを見ていたバーバラ・モーガンは、2007年8月8日に打ち上げられたSTS-118でミッション・スペシャリストとして宇宙に向かった。

## 映像作品
- ドキュメンタリーTVドラマ「チャレンジャー号　73秒の真実」原題：Feynman and the Challenger（2013/BBC）
- ドキュメンタリー「衝撃の瞬間4」第13回『スペースシャトル・チャレンジャー号爆発事故』（ナショナルジオグラフィックチャンネル）
- ドキュメンタリー「検証：チャレンジャー爆発事故」（ヒストリーチャンネル）
- ドキュメンタリ－「スペース・シャトル 発射までの舞台裏」（ディスカバリーチャンネル）
- ドキュメンタリー「ザ!世界仰天ニュース」2008年7月23日放送回
- ドキュメンタリー「ワールド極限ミステリー」2020年7月15日放送回
- NHK「映像の世紀 バタフライエフェクト」2024年4月8日放送回